# Rust (programski jezik)
Rust je programski jezik koji priotizira brzinu i sigurnost memorije. Rust je sličan jezicima poput C i C++.

## Sintaksa
Primjer programa koji ispisuje "Rust je super!" u rust-u:
```
fn main() {
    println!("Rust je super!");
}
```